# Mandalay (bài thơ)

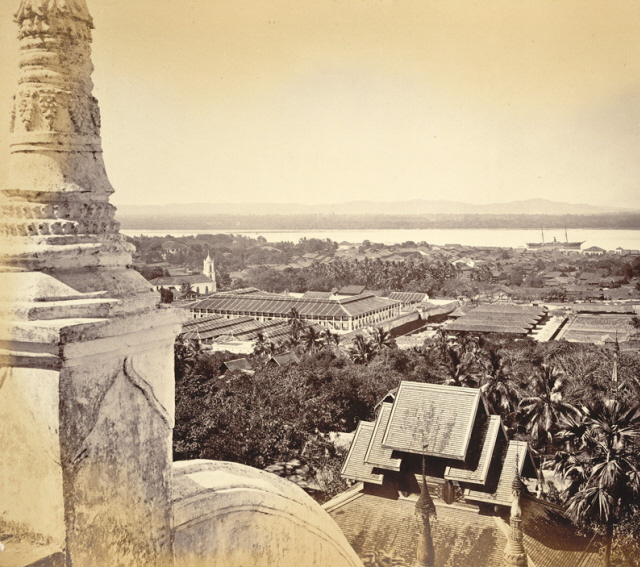
Moulmein nhìn từ Chùa lớn

Mandalay là một bài thơ của Rudyard Kipling in lần đầu trong tập Những khúc ca trại lính và những bài thơ khác (Barrack-Room Ballads, and Other Verses) năm 1892. Cùng với Nếu..., Bài thơ Đông – Tây đây là bài thơ rất nổi tiếng của Kipling. 

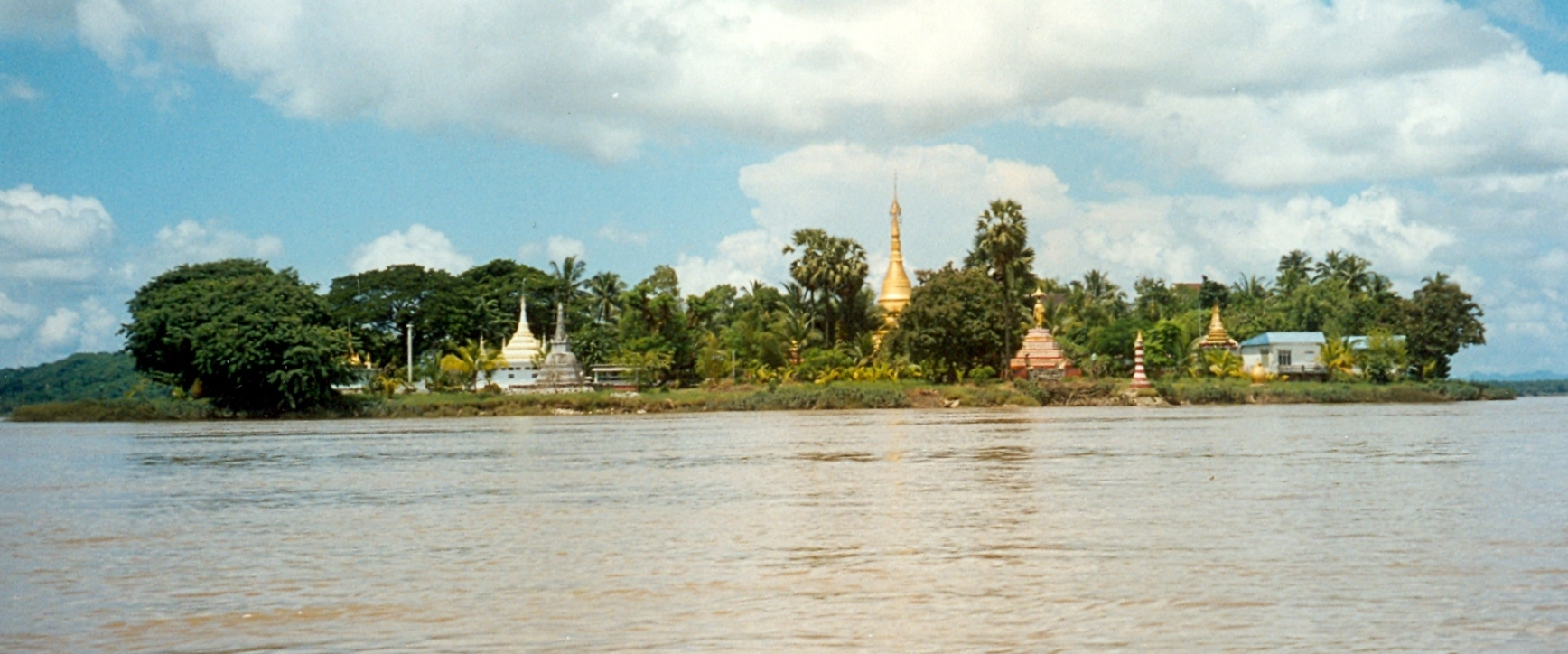
Đảo Shampoo gần Mawlamyine

Thành phố Mandalay được nói đến trong bài thơ này một thời từng là thủ đô của Miến Điện, thuộc địa Anh từ năm 1885 đến năm 1948. Bài thơ có nhắc đến "ngôi chùa cổ Moulmein mơ màng nhìn hướng biển", Moulmein là cách gọi Anh hóa của địa danh Mawlamyine ngày nay.
Quân đội Anh đóng ở Miến Điện thời đó di chuyển bằng tàu hơi nước chạy bằng guồng (paddle-steamer) trên sông Ayeyarwaddy. Từ Rangoon đi Mandalay là 700 km.
Đây là một bài thơ tình về tình yêu của một người lính Anh với cô gái Miến Điện. Bài thơ ca ngợi một miền quê tươi đẹp thanh bình, nơi có những "đồng lúa sương mờ", có "những con cá nhảy gọi bầy" và "mùi của tỏi nồng cay/ ánh hoàng hôn, rừng cọ, tiếng chuông chùa"… những thứ mà khi trở về nước Anh, người lính không thể nào quên được. Bài thơ thể hiện sự ngưỡng mộ của Kipling trước vẻ quyến rũ của văn hóa Phương Đông, mà theo ông, một khi đã "nghe theo tiếng gọi của Phương Đông thì không còn nghe gì khác"…
Kiệt tác này của Rudyard Kipling đã được Nguyễn Viết Thắng dịch ra tiếng Việt.

## Mandalay đi vào điện ảnh và âm nhạc
Các nhân vật trong phim The Last of His Tribe, 1992 và phim The Wizard of Oz, 1939 đã đọc bài thơ Mandalay của Kipling trong những hoàn cảnh khác nhau.
Rất nhiều nhạc sĩ đã phổ nhạc bài thơ này. Nổi tiếng nhất có bài Trên đường về Mandalay (On the Road to Mandalay) trong album "Come Fly With Me" của Frank Sinatra. Bài hát này cũng trở nên nổi tiếng ở Nga qua sự thể hiện của nữ ca sĩ Vera Matveeva và phần lời dịch của E. Polonskaya. 